# سباق باريس روبيه 2015
سباق باريس روبيه 2015 (بالإنجليزية: 2015 Paris–Roubaix)‏ هو سباق دراجات هوائية، وهو الموسم رقم 113 من نفس السباق، وأقيم في 12 أبريل 2015، وامتدّ لمسافة 253.5 كيلومتر، وهو أحد سباقات طواف العالم للدراجات 2015، وهو من نوع سباق يوم واحد، وقد شارك في السباق 200 متسابقاً ووصل إلى نهايته 133 متسابقاً.
فاز فيه بالمركز الأول جون ديجينكولب، وبالمركز الثاني زدينيك ستيبار، وبالمركز الثالث جريج فان أفرمت.

## الفائزون
| الترتيب | الفائز         |
| ------- | -------------- |
| الفائز  | جون ديجينكولب  |
| الثاني  | زدينيك ستيبار  |
| الثالث  | جريج فان أفرمت |

## وصلات خارجية
- الموقع الرسمي
- سباق باريس روبيه 2015 على موقع إحصائيات الدراجات الإحترافية (الإنجليزية)